# Bitva o Volnovachu
Bitva o Volnovachu bylo vojenské střetnutí, které trvala od 25. února 2022 do 12. března 2022 jako součást ofenzívy na východní Ukrajině během začátku ruské invaze na Ukrajinu. Ruské síly a síly Doněcké lidové republiky síly zaútočily na ukrajinské síly v dvacetitisícovém městě Volnovacha v Doněcké oblasti, které se nachází blízko hranic Ukrajiny a samozvané Doněcké LR.
Bitva byla vedena silami Doněcké lidové republiky a vedla k rozsáhlému zničení města a těžkým ztrátám na obou stranách.

## Průběh bitvy

### 25. únor
Ruské síly ostřelovaly Volnovachu a zasáhly civilní oblasti. The Guardian napsal, že ruské bombardování Volnovachy se podobalo taktice, kterou Rusko dříve používalo na civilní cíle v Sýrii.

### 28. únor
Ukrajinští představitelé oznámili, že město bylo 28. února na pokraji humanitární krize.

### 1. březen
Do 1. března bylo ukrajinskými úřady evakuováno 496 civilistů. Ukrajinští představitelé tvrdili, že město bylo téměř zničeno, přičemž bylo podle nich téměř 90 % jeho budov bylo poškozeno nebo zničeno. Město bylo také odříznuto od potravin, vody a elektřiny. Podle místního poslance Dmytro Lubinetse po bombardování ležela těla nevyzvednutá v ulicích.

### 4. březen
Nad Volnovachou byl sestřelen ruský Suchoj Su-25. Ruský vrtulník Mil Mi-8 byl později sestřelen, když se přiblížil k vraku Su-25.

### 5. březen
Úřady DLR oznámily, že plukovník Vladimir „Voha“ Žoga, velitel praporu Sparta a blízký důvěrník Arsena Pavlova, byl zabit v akci u Volnovachy. Denis Pušilin, hlava Doněcké lidové republiky, posmrtně Žogovi udělil vyznamenání Hrdina Doněcké lidové republiky, zatímco Vladimir Putin,  mu posmrtně udělil titul Hrdina Ruské federace. Otec Vladimira Žogy Artem následoval svého syna a stal se nastupujícím velitelem praporu Sparta.

### 7. březen
Za účelem evakuace civilního obyvatelstva z města souhlasily ukrajinské i ruské síly se zřízením demilitarizovaného humanitárního koridoru vedoucího přes Volnovachu a nedaleké město Mariupol, které bylo od 24. února v obležení. Ruské síly údajně demilitarizační zónu narušily.

### 11. březen
Ruské ministerstvo obrany uvedlo, že síly DLR město dobyly. Videa zveřejněná později na sociálních sítích ukazovala ruské vojáky, ruská vozidla rozmístěná ve městě a opuštěné ukrajinské tanky.

### 12. březen
Pavlo Kyrylenko, guvernér Doněcké oblasti, prohlásil, že boje o město stále pokračují a že město „ve skutečnosti přestalo existovat“. Agentura Associated Press potvrdila, že město síly DLR dobyly a velká část města byla zničena v bojích. Později ukrajinští představitelé oznámili, že kapitán Pavel Sbytov, velitel ukrajinského 503. praporu námořní pěchoty, v bojích o město padl.